# 土窯
土窯（つちがま）とは備前焼中世古窯を復元した土製の窯の俗称である。
備前焼が始まったといわれる平安時代末期より使われた窖窯で、天保年間（1830年～1843年）に日干し煉瓦で築窯された天保窯（登り窯）ができるまで使われていた。
2014年から備前焼中世古窯復元「土窯」プロジェクト委員会が設立されている。
メンバーは研究者と陶芸家らを中心に構成されており、土窯を活用した実証研究等を行っている。
2015年には備前焼中世古窯をモデルとした「土窯」がアメリカ合衆国アーカンソー州に築かれた(Tsuchigama Project 2015)。

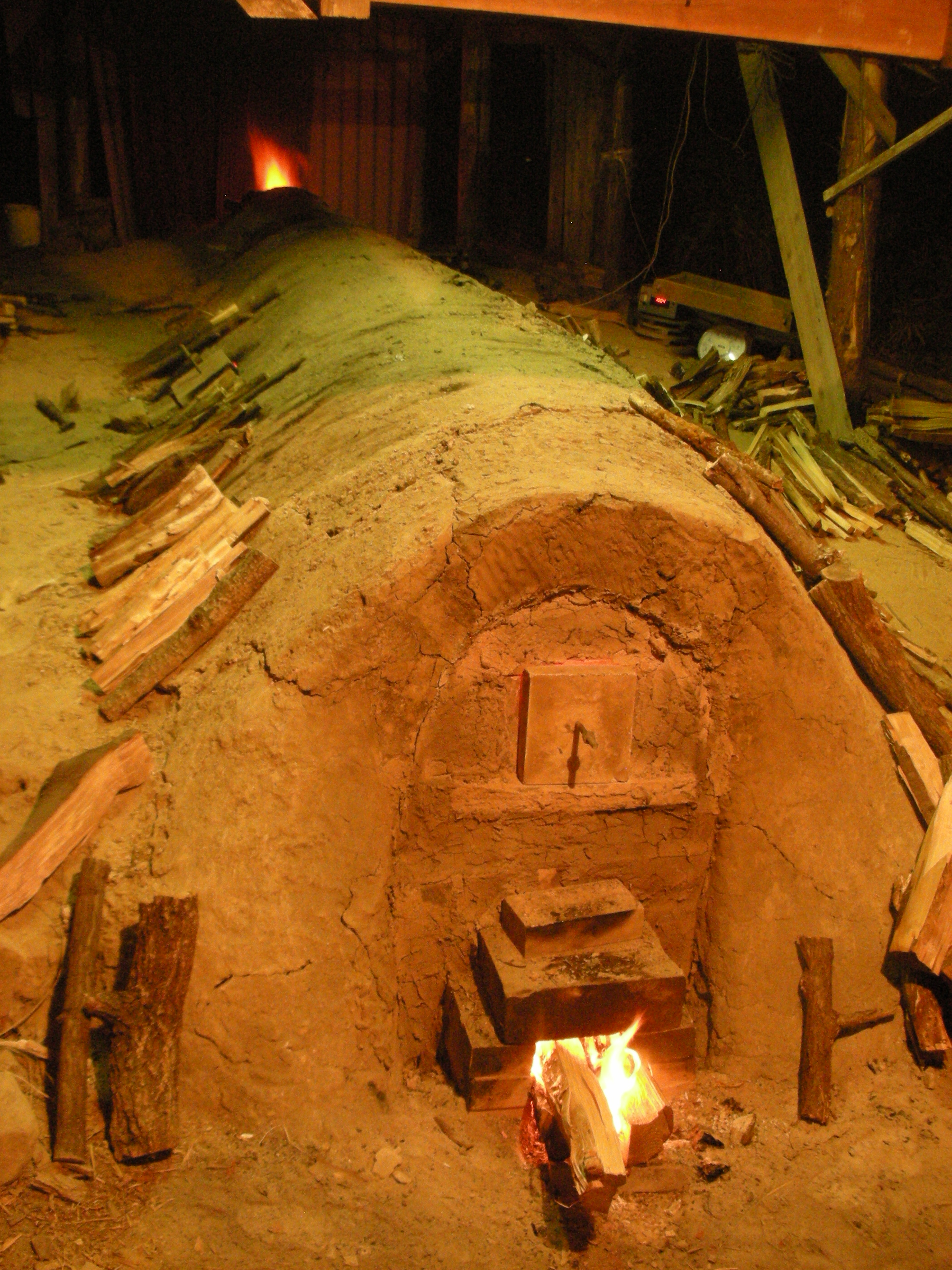
平川忠陶房 中世古窯復元 土窯

## 文化財、関連施設
備前市
- 備前陶器窯跡（以下の3か所が国の史跡に指定）
  - 伊部北大窯跡
  - 伊部南大窯跡
  - 伊部西大窯跡
- 天保窯（市指定文化財）
- 備前市埋蔵文化財管理センター - ウェイバックマシン（2014年5月14日アーカイブ分）
- 備前市歴史民俗資料館
- 岡山県備前陶芸美術館
- 備前焼伝統産業会館
- 備前陶芸センター
- 藤原啓記念館

瀬戸内市
- 寒風古窯跡群（国の史跡）
- 寒風陶芸会館
- 寒風陶芸村